# Polypedilum tamagoryoense
Polypedilum tamagoryoense är en tvåvingeart som beskrevs av Sasa 1980. Polypedilum tamagoryoense ingår i släktet Polypedilum och familjen fjädermyggor. Inga underarter finns listade i Catalogue of Life.